# サン・バルテルミー島

サン・バルテルミー島

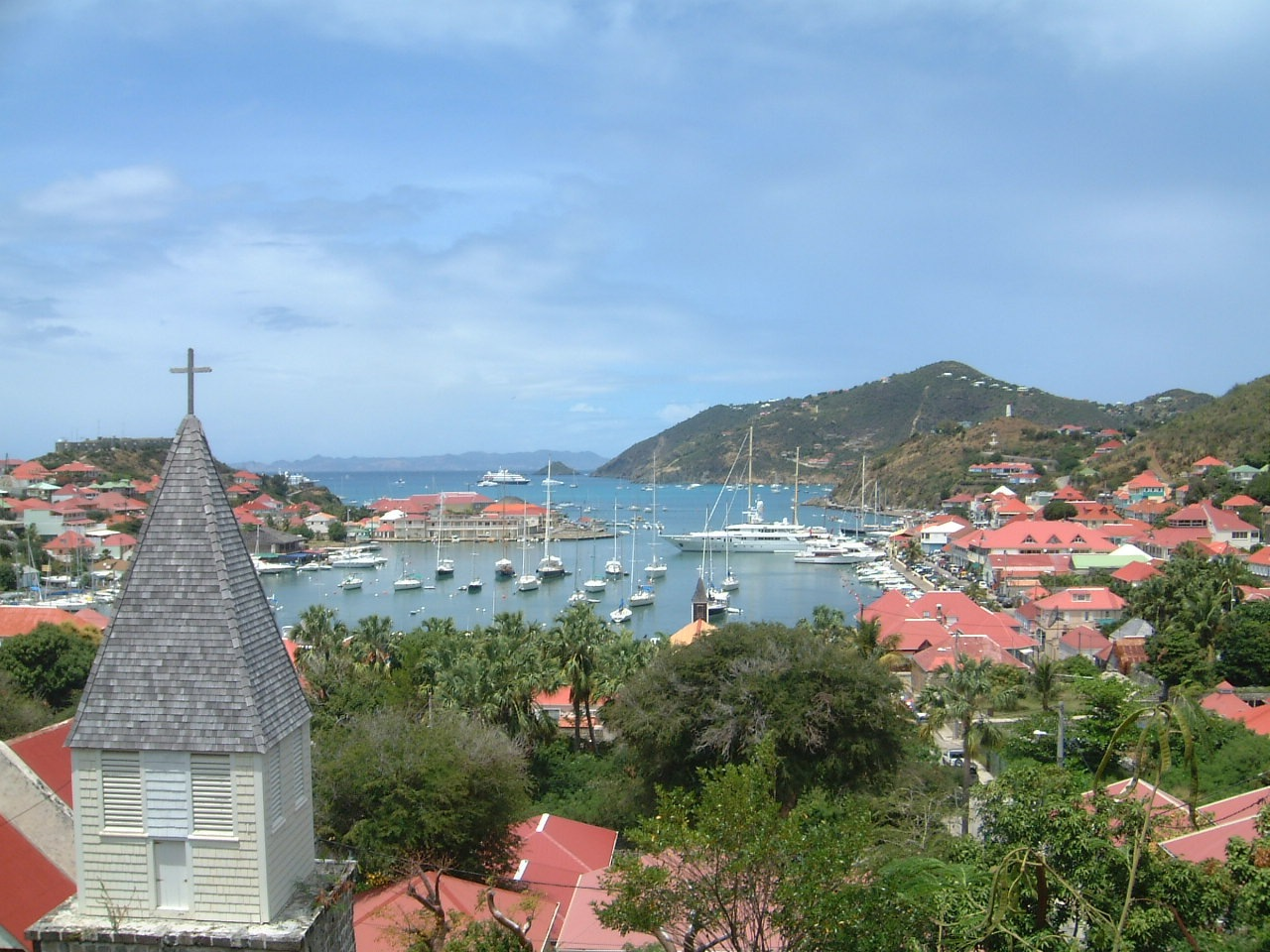
中心地グスタビアの港を望む

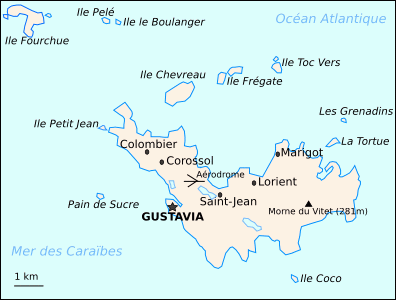
サン・バルテルミー島の地図

Saint-Barthélemy

サン・バルテルミー島（フランス語: Saint-Barthélemy）は、カリブ海のリーワード諸島、セント・マーチン島から南の方に浮かぶフランス領の島。フランスの海外準県（フランス語：Collectivités d'outre-mer、略称：COM）のひとつである。
名称は、クリストファー・コロンブスの弟バーソロミュー・コロンブスに由来する。18世紀から19世紀にかけてスウェーデンに売却していた。面積は25km2、人口は8,450人（2007年）、中心地はグスタビアである。

## 歴史
1493年、クリストファー・コロンブスにより発見された。コロンブスは弟のバルトロメ（バーソロミュー）の名を島に名付けた、先住民のアラワク・カリブ族は現地語でオゥアナラ (Ouanalao) と呼んでいた。1648年にフランス人が入植した。その後、悪名高い海賊の隠れ家になった。
1651年にはマルタ騎士団の財産ともなる。1744年からはイギリスが占領した。1784年にスウェーデンに売却され、スウェーデン領になった。スウェーデンはこの島で1786年にスウェーデン西インド会社を設立するが、利益に結びつかず、1805年に閉鎖された。若干の植民活動も行われたが、経済活動には全くの不向きであった。またスウェーデンは奴隷貿易にも着手したものの、奴隷制は1846年に廃止されている。
1878年にグアドループの一部として再びフランスの領土となり、1963年にはサン・マルタンと共にグアドループ県に属するサン・マルタン−サン・バルテルミー郡となった。しかし、2003年の選挙の結果、フランス領セント・マーチン島北部ことサン・マルタン島と共に2007年2月22日グアドループ県から脱退し、独自のフランス海外準県に昇格した。

## 政治
サン・バルテルミー島はフランス領グアドループ県に属し、サン・マルタン島と共にグアドループ県の一つの郡を結成していたが、グアドループ県に属するかサン・バルテルミー島独自でのフランス海外準県になるのかを決める住民投票を2003年12月7日に始め、投票率95.5%が海外準県を選ぶと言う結果、独自でのフランス海外準県が決まり、2007年2月22日にグアドループ県から正式に分離し、独自でのフランス海外準県 (Collectivités d'outre-mer、COM) となった。

## 地理
沿岸は複雑で小港が多く、島の最高峰は281mのモメ・ドゥ・ヴィティト山 (Mome du Vitet) である。島の周囲にはフゥルシュ島などの小島がある。

## 経済
観光が盛んで美しい白浜の海岸があり、ロスチャイルドやロックフェラー家がプライベートビーチとして、広大な土地を購入している。

## 交通
グスタフ3世飛行場 (Gustaf III Airport) と言う空港がある。この空港は、ヒストリーチャンネルにおいて、「世界で最も危険な空港」第3位に選ばれている。

## 住民
島の住民はスウェーデン領やフランス植民地時代に移住してきたゲルマン系のノルマン人やケルト系のブルターニュ人からの子孫の白人系が多い。黒人は少数。最近ではポルトガルやブラジルなどを中心に外国人労働者もいる。
公用語はフランス語。母国語としてフランス語系クレオール語。英語も広く通用し第二言語として話されている。スウェーデン語は1970年代以降ほぼ話されなくなったが、スウェーデン語を理解する住民は未だに存在し、観光業に従事している住民もいる。現在でも通りの名前の標識はフランス語とスウェーデン語の二言語で書かれているものがある。